# Franka (keresztnév)
A Franka a Frank férfinév női párja.

## Gyakorisága
Az 1990-es években a Franka szórványos név, a 2000-es években nem szerepel a 100 leggyakoribb női név között.

## Névnapok
- október 10.